# Jana Hojdová (zpěvačka)
Jana Hojdová (19. prosince 1946 Poběžovice – 28. srpna 2023 Klenčí pod Čerchovem) byla česká zpěvačka lidové hudby. Působila jako učitelka a vedoucí dětských pěveckých sborů. Jako autorka a režisérka vytvořila řadu pořadů Chodských slavností.

## Životopis
Jana Kuželková se narodila do muzikantské rodiny. Dědeček Josef Kuželka (1898 – 1974) byl zpěvák, varhaník v Klenčí pod Čerchovem, učitel hudby a kapelník postřekovské dechovky. Hrál na několik hudebních nástrojů. Syn Jan Kuželka, otec Jany hrál na klarinet, housle a také na varhany. Pod vedením dědečka a otce, vytvořila Jana se sestrou Marií pěvecké duo „Sestry Kuželkovy“. Veřejně vystupovaly již v polovině padesátých let dvacátého století. V té době také pod vlivem redaktora plzeňského rozhlasu Zdeňka Bláhy nahrály svoji první desku se dvěma chodskými lidovými písněmi.
Po maturitě na domažlickém gymnáziu vystudovala Pedagogickou fakultu v Plzni. Práci s dětmi věnovala celý svůj život. Učila na základní škole v Klenčí pod Čerchovem a od roku 1986 na základní škole v Poběžovicích. Na obou školách se věnovala vedení pěveckých sborů.
Patřila mezi zakladatelky dětského folklorního souboru Haltravánek v Klenčí pod Čerchovem. Soubor vznikl v roce 1974 a v jeho začátcích v něm zpívaly děti resp. vnoučata rodu Kuželků, Martina, Irena a Ivana, dcery Jany provdané Hojdové a Petr, Lenka a Lída Freiovi. Jejich maminkou byla Marie Hojdová provdaná Freiová. Činnost sboru zahrnovala nejen vystupování na okresních a celostátních festivalech, ale také natáčení pro rozhlas a televizi.
Širší veřejnost znala zpěvačku ze stovek vystoupení se sestrou Marií Freiovou. Vystupovala také s Jaromírem Horákem, Albertem Švecem nebo Oldřichem Heindlem. Sestry Kuželkovy natočily v plzeňském rozhlase desítky lidových písní. Jsou známy jako významné chodské zpěvačky. Pravidelně vystupovaly také s Konrádyho dudáckou muzikou z Domažlic.
Vedle zpěvu se dlouhá léta věnovala přípravě a režii pořadů pro Chodské slavnosti v Domažlicích. Několikrát působila také na Mezinárodním folklorním festivalu ve Strážnici.
Dcera Martina provdaná Morysková studovala na plzeňské konzervatoři hru na klavír a na pražské Hudební a taneční fakultě Akademie múzických umění vystudovala hru na cembalo. Hraje také na dudy a varhany. Také mladší dcery Ivana a Irena jsou hudebnice a věnují se zpěvu. Na počátku jednadvacátého století se lidové hudbě věnuje již pátá generace Kuželkova rodu.
Jana Hojdová zemřela 28. srpna 2023 v Klenčí pod Čerchovem.